# Kontrastmittelverstärkter Ultraschall
Beim kontrastmittelverstärkten Ultraschall – auch CEUS (contrast enhanced ultrasound) – wird Ultraschallkontrastmittel bei der Sonografie oder Echokardiografie eingesetzt. Diese Kontrastmittel sind gasgefüllte Mikrobläschen (microbubbles), die in den meisten Anwendungen intravenös gegeben werden und entweder lungengängig oder nicht-lungengängig sind. Kontrastmittel sind sehr echogen.

## Anwendungen

### Abdomen

Fokal noduläre Hyperplasie

Leberhämangiom

- Detektion und Charakterisierung von Lebertumoren: Das Muster und der Zeitpunkt der Kontrastmittelaufnahme von Veränderungen in der Leber macht in vielen Fällen eine genaue Artzuordnung möglich. Hier macht man sich eine Besonderheit der Leber zunutze. Im Gegensatz zu den meisten anderen Organen (Ausnahme Hypophyse) besitzt die Leber eine duale Blutversorgung: neben der Leberarterie wird das Organ über die Pfortader versorgt, welche nährstoffreiches Blut aus dem Darm zuführt. Spritzt man Kontrastmittel in eine Armvene, so wird dieses zuerst über die Arterien in die Leber gelangen (um dort u. a. die Gallenwege mit Sauerstoff zu versorgen), anschließend stellt sich das Kontrastmittel abfließend in den Lebervenen dar. Die Anflutung des Kontrastmittels in der Pfortader dauert am längsten (30–40 s), da das Blut erst im Darm zirkuliert und anschließend zur Leber gelangt. Lebereigenes Gewebe wird also auch in dieser sog. Spätphase Kontrastmittel enthalten. Metastasen leberfremder Tumoren enthalten natürlich kein Pfortadersystem und erscheinen daher kontrastmittelfrei (dunkel).
 Manche Tumoren stellen sich im Kontrastmittelverstärkten Ultraschall so typisch dar, dass bei ihnen auf eine Leberbiopsie mittlerweile verzichtet wird.
  - Fokale noduläre Hyperplasie (FNH): Wird von einem Gefäßsystem mit Radspeichenmuster versorgt.
  - Hämangiom: Aus dem zeitlichen Verlauf des Kontrastmittelanflutung von außen nach innen („Irisblenden-Phänomen“) wird auf ein Hämangiom geschlossen.
- Perfusion der Niere: Hier können nicht durchblutete Bezirke (z. B. Niereninfarkt) frühzeitig abgebildet werden.
- Darstellung von Pankreastumoren: Hier kann die KM-Sonographie bei der Differenzierung von Raumforderungen hilfreich sein. Insbesondere können die stark vaskularisierten neuroendokrinen Tumoren von den prognostisch wesentlich ungünstigeren kaum Kontrastverstärker aufnehmenden Adenokarzinomen unterschieden werden.
- Verletzungen innerer Organe: Hier kann ein Hämatom (Blutansammlung) im Organ beobachtet werden. Zudem weist das Kontrastmittel bereits geringste Blutungen in den freien Bauchraum nach.

### Kardiologie
Zur Detektion von kardialen Shunts wie dem persistierenden Foramen ovale gilt die Untersuchung mit nicht lungengängigen Kontrastmitteln bei einer Transösophagealen Echokardiografie als Goldstandard. Lungengängige Kontrastmittel werden von der European Association of Echocardiography in ihrem Expertenkonsensus bei suboptimalen Stressechokardiografie-Untersuchungen empfohlen, um die Endokardabgrenzung zu verbessern und damit zuverlässiger die Wandbewegung beurteilen zu können. Einige Ultraschall-Systeme können dabei gleichzeitig die Myokardperfusion darstellen, die bei der Koronaren Herzkrankheit unter Belastung, aber auch beim Akuten Myokardinfarkt verringert ist.

### Gynäkologie
Im Bereich der Diagnostik bei unerfülltem Kinderwunsch findet die Hystero-Kontrast-Salpingographie zur Überprüfung der Durchgängigkeit der Eileiter Anwendung.

### Gefäßchirurgie
Zur Verlaufskontrolle nach EVAR (endovaskulärem Aortenrepair) eines Bauchaortenaneurysma. Hierbei kann mittels kontrastmittelverstärktem Ultraschall ein Endoleak diagnostiziert bzw. ausgeschlossen werden. 

### Pädiatrie
siehe Hauptartikel Miktionsurosonografie

Kontrastmittel in der Harnblase mit Reflux in den linken Harnleiter

Kontrastmittel im Nierenbecken der linken Niere

Um einen Rückfluss (Reflux) von Urin aus der Blase in die Niere auszuschließen: Diese Untersuchung, genannt Miktionsurosonografie (MUS), kann die bisher durchgeführte Röntgenuntersuchung mit Kontrastmittel (Miktionscystourogramm, MCU) ersetzen. Auf diese Weise ist also eine Refluxprüfung ohne Strahlenbelastung möglich. Da die empfindlichen Gonaden bei der Röntgenuntersuchung regelmäßig mit im Nutzstrahlenbündel liegen, ist dies ein großer Vorteil.
Um beim Jungen die Harnröhre mit darzustellen (da Jungen Harnröhrenklappen (Urethralklappen) haben können, Mädchen aber nicht), erfolgt die Erstuntersuchung beim Junge meist als klassisches MCU, Verlaufsuntersuchungen dann aber als MUS.

## Mikrobläschen
Auf dem Markt befinden sich lungengängige und nicht-lungengängige Kontrastmittel, die aus Mikrobläschen („microbubbles“) bestehen und sich im Wesentlichen in ihrer Hülle und ihrem Gasinhalt unterscheiden. Sie sind etwa 1 bis 4 μm groß.
Im Ultraschallfeld beginnen Mikrobläschen zu oszillieren. Bei höheren Schalldrücken entstehen auch nichtlineare Schwingungen hoher Amplitude, die gut von Signalen des Gewebes getrennt werden können und es so ermöglichen, die Blutversorgung von Gewebe zu beobachten.

Mikrobläschen bei steigenden Schalldruck-Amplituden des Ultraschalls
Ultraschall wird linear zurückgestreut
Ultraschall wird nichtlinear zurückgestreut
Das Mikrobläschen wird zerstört